# Antonio Dolciati
Antonio Dolciati (Firenze, 6 settembre 1476 – Firenze, 1530) è stato un religioso italiano.

## Biografia
Fin da giovane intraprese la carriera religiosa. Nel 1492 entrò nell'Ordine degli Eremitani di Sant'Agostino della congregazione di Lombardia e nel 1518 divenne priore del monastero della chiesa di San Gallo a Firenze prendendo il nome di Antonio. La sua vita è legata alla riforma del calendario romano in quanto profondo conoscitore del computo ecclesiastico.
La sua prima opera, il De festis mobilibus, fu composta nel 1508 e stampata tra il 1513 e 1514 prima a Reggio Emilia e poi a Firenze. Dedicata al cardinale Egidio da Viterbo, si presenta come una guida al conteggio dei giorni per determinare la Pasqua e la distribuzione nell'arco dell'anno delle altre feste mobili. La pubblicazione avvenne cinque anni dopo la stesura in occasione del Concilio Lateranense V, dove venne dibattuta la questione della modifica del calendario. Il De festis è diviso in tre parti: la prima tratta la questione della celebrazione della Pasqua come festa mobile o fissa, nella seconda dieci tavole illustrano le feste collegate alla Pasqua e nella terza vengono affrontate tematiche teologico-astronomiche. L'opera riesce a dimostrare con precisione la lunghezza dell'anno lunare e la durata dell'anno tropico, potendo così correggere gli errori nel calcolo dell'equinozio di primavera.
La fama del testo attirò subito l'attenzione del domenicano Giovanni Maria Tolosani, che gli dedicò l'epistola De computatione annorum Domini, pubblicata a Firenze nel 1514, sulla questione del computo della Pasqua.

## Opere
- (LA) De festis mobilibus, Reggio nell'Emilia, Girolamo Ruggeri, 1513.